# سیدمیران
سیدمیران، روستایی است از توابع بخش مرکزی شهرستان گرگان در استان گلستان ایران.

## جمعیت
این روستا در دهستان روشن آباد قرار داشته و براساس سرشماری سال ۱۳۸۵جمعیت آن ۲٬۴۲۰ نفر (۶۱۵ خانوار) بوده‌است در مجموع با افزودن ساکنینی که به شهر مراجعه نمودند حدود3500نفر جمعیت دارد.
سید میران یکی از روستاهای زیبای شمالی که مناطق گردشگری زیادی داردو سرشاراز منابع طبیعی می‌باشد. از زیباترین مناطق این روستا می‌توان به آبشار باران کوه اشاره نمود.